# Cazoulès
Cazoulès era una comuna francesa que estaba situada en el departamento de Dordoña, de la región de Nueva Aquitania, que el 1 de enero de 2022 pasó a formar parte de la comuna nueva de Pechs-de-l'Espérance como comuna delegada.

## Demografía
| Gráfica de evolución demográfica de Cazoulès entre 1800 y 2022 |
|                                                                |

Los datos demográficos contemplados en este gráfico de la comuna de Cazoulès se han cogido de 1800 a 1999 de la página francesa EHESS/Cassini, y los demás datos de la página del INSEE.